# 朱塘村停车场
朱塘村停车场是宁波轨道交通的一座的停车场，服务于宁波轨道交通1号线。朱塘村停车场位于北仑区霞浦街道泰山路北侧，朱塘村东侧，接轨于霞浦站，随轨道交通1号线二期建设，主要任务为停车、列检、事故救援等职责。